# Katerina Malejevová
Katerina Malejevová (bulharsky Катерина Малеева) (* 7. květen 1969, Sofie) je bývalá bulharská profesionální tenistka, hrající na okruhu WTA v letech 1984 až 1997. Na žebříčku WTA bylo nejvýše klasifikována na 6. místě ve dvouhře (červenec 1990) a na 24. místě ve čtyřhře (září 1994). Startovala na Letních olympijských hrách 1988 a 1992.

## Osobní život
Její dvě sestry byly též profesionálními tenistkami. Všechny tři se prosadily do první desítky žebříčku WTA ve dvouhře. Magdalena (nar. 1975) byla nejvýše na 4. místě a Manuela (nar. 1967) na 3. příčce, což je činí výjimečnou rodinou v celé tenisové historii. Matkou je Julia Berberyanová, v 60. letech nejlepší bulharská tenisová hráčka – devítinásobná mistryně země, která pochází z prominentní arménské rodiny. Otec George Malejev byl reprezentantem v basketbalu.

## Vyhrané turnaje na okruhu WTA

### Dvouhra
- 1994 - Quebec City
- 1991 - Indianapolis
- 1990 - Houston
- 1989 - Indianapolis; Bayonne; Båstad
- 1988 - Indianapolis
- 1987 - Tokio (Japan Open); Athény
- 1985 - Hilversum; Seabrook
- 1984 - ITF/Lyon-FRA

### Čtyřhra
- 1992 - Essen (s Barbarou Rittnerovou)
- 1985 - U.S. Clay Courts (s Manuelou Malejevovou)